# Episodi di NCIS - Unità anticrimine (seconda stagione)
La seconda stagione della serie televisiva NCIS - Unità anticrimine è stata trasmessa in prima visione negli Stati Uniti d'America da CBS dal 28 settembre 2004 al 24 maggio 2005.
In Italia è stata trasmessa in prima visione su Rai 2 dal 16 luglio al 22 ottobre 2006.
| nº | Titolo originale    | Titolo italiano              | Prima TV USA      | Prima TV Italia   |
| -- | ------------------- | ---------------------------- | ----------------- | ----------------- |
| 1  | See No Evil         | Non vedere il male           | 28 settembre 2004 | 16 luglio 2006    |
| 2  | The Good Wives Club | La moglie perfetta           | 5 ottobre 2004    | 16 luglio 2006    |
| 3  | Vanished            | Svanito                      | 12 ottobre 2004   | 16 luglio 2006    |
| 4  | Lt. Jane Doe        | Il passato ritorna           | 19 ottobre 2004   | 23 luglio 2006    |
| 5  | The Boneyard        | Il cimitero                  | 26 ottobre 2004   | 23 luglio 2006    |
| 6  | Terminal Leave      | Congedo definitivo           | 16 novembre 2004  | 23 luglio 2006    |
| 7  | Call of Silence     | Autoaccusa                   | 23 novembre 2004  | 30 luglio 2006    |
| 8  | Heart Break         | Cuori spezzati               | 30 novembre 2004  | 6 agosto 2006     |
| 9  | Forced Entry        | Intrusione                   | 7 dicembre 2004   | 3 settembre 2006  |
| 10 | Chained             | I fuggitivi                  | 14 dicembre 2004  | 3 settembre 2006  |
| 11 | Black Water         | La pecora nera               | 11 gennaio 2005   | 10 settembre 2006 |
| 12 | Doppelgänger        | Due gocce d'acqua            | 18 gennaio 2005   | 10 settembre 2006 |
| 13 | The Meat Puzzle     | Un brutto guaio              | 8 febbraio 2005   | 18 settembre 2006 |
| 14 | Witness             | Testimone                    | 15 febbraio 2005  | 18 settembre 2006 |
| 15 | Caught on Tape      | Primo piano                  | 22 febbraio 2005  | 24 settembre 2006 |
| 16 | Pop Life            | Tutto per il successo        | 1º marzo 2005     | 24 settembre 2006 |
| 17 | An Eye for an Eye   | Occhi azzurri                | 22 marzo 2005     | 1º ottobre 2006   |
| 18 | Bikini Wax          | Bikini                       | 29 marzo 2005     | 1º ottobre 2006   |
| 19 | Conspiracy Theory   | La teoria della cospirazione | 12 aprile 2005    | 8 ottobre 2006    |
| 20 | Red Cell            | Fratellanze                  | 26 aprile 2005    | 15 ottobre 2006   |
| 21 | Hometown Hero       | Stella d'argento             | 3 maggio 2005     | 15 ottobre 2006   |
| 22 | SWAK                | Polvere di miele             | 10 maggio 2005    | 22 ottobre 2006   |
| 23 | Twilight            | Crepuscolo                   | 24 maggio 2005    | 22 ottobre 2006   |

## Non vedere il male
- Titolo originale: See No Evil
- Diretto da: Thomas J. Wright
- Scritto da: Chris Crowe

### Trama
La moglie e la figlia non vedente di 9 anni del capitano Mike Watson vengono prese in ostaggio. Il sequestratore stabilisce un contatto con l'uomo tramite il computer che si trova nel suo ufficio. Grazie a uno stratagemma, Watson riesce ad informare l'NCIS che subito si mette sulle tracce del sequestratore. Quest'ultimo pretende 2 milioni di dollari che Watson preleva dai conti delle operazioni speciali della Marina. Gibbs riesce ad ottenere la liberazione della bambina, la quale, grazie al suo udito più sviluppato, prova ad aiutare gli investigatori. Dopo aver individuato il luogo dal quale il rapitore sta trasmettendo, Gibbs e Todd provvedono alla liberazione della moglie di Watson, arrestando il rapitore, un ex militare rancoroso che era stato radiato per merito di Watson. Seguendo il percorso del riscatto, Abby e McGee scoprono però che il mandante del rapimento era lo stesso capitano, che aveva ingaggiato anonimamente il rapitore contro la sua famiglia, con il fine ultimo di intascare i soldi.
- Ascolti tv Italia: 2.087.000 telespettatori [2]

## La moglie perfetta
- Titolo originale: The Good Wives Club
- Diretto da: Dennis Smith
- Scritto da: Gil Grant

### Trama
I resti mummificati di una donna vengono ritrovati in un sotterraneo, scavato innanzi a una casa abbandonata in una base della marina. Il team scopre che la donna era sparita mesi prima e che indossava un abito da sposa al momento della morte, incatenata nella stanza, probabilmente vittima di un killer maniaco. Le ricerche portano il team in Florida, dove un'altra donna dal profilo analogo è stata rapita e si sospetta possa essere la prossima vittima. Si scopre che il responsabile è un cappellano militare, che rapiva giovani donne nel tentativo di trovare la "sposa ideale". Questi si suicida prima della cattura e dopo un'ulteriore ricerca gli agenti riescono a ritrovare l'ultima donna rapita prima che muoia.
- Ascolti tv Italia: 2.470.000 telespettatori [2]

## Svanito
- Titolo originale: Vanished
- Diretto da: James Whitmore Jr.
- Scritto da: George Schenck e Frank Cardea

### Trama
In un campo di mais nei pressi di una piccola comunità rurale viene ritrovato un elicottero dei marine, abbandonato in perfette condizioni sopra a un cerchio nel grano e non vi sono tracce dei piloti. Ben presto gli uomini dell'NCIS scoprono che solo uno dei due piloti previsti a bordo si trovava effettivamente sul mezzo. Nella zona è in corso da decenni una faida tra due famiglie che, tra le varie cose, ostacola la storia d'amore di una coppia di giovani appartenenti alle fazioni opposte. Il giovane innamorato di questa coppia viene rinvenuto morto, mentre la squadra scopre che il pilota scomparso è suo fratello. Gibbs capisce che il pilota era lì per aiutare il fratello e che dopo la sua morte si è nascosto nei paraggi, attendendo il momento propizio per vendicare l'assassinio. Gli agenti dell'NCIS lo fermano prima che possa consumare la sua vendetta.
- Altri interpreti: Timothy Bottoms (Ritt Everett), Don Swayze (Clay Logan)
- Ascolti tv Italia: 2.584.000 telespettatori [2]

## Il passato ritorna
- Titolo originale: Lt. Jane Doe
- Diretto da: Dan Lerner
- Scritto da: Steven Long Mitchell, Craig W. Van Sickle, Donald P. Bellisario e Gil Grant (sceneggiatura); Steven Long Mitchell e Craig W. Van Sickle (soggetto)

### Trama
Una donna violentata e uccisa, in uniforme della marina, viene rinvenuta da due marinai. Si scopre però che era una civile alla quale era stata messa l'uniforme dopo la morte e, da un segno sul cadavere, Ducky collega l'omicidio a un caso analogo di dieci anni prima, irrisolto, in cui l'assassino aveva lasciato un biglietto promettendo che sarebbe tornato. La squadra riesce a individuare l'assassino del primo caso, il quale era però morto alcune settimane prima dell'ultimo delitto: si scopre che la donna era stata uccisa da un'ufficiale della base, la quale aveva usato i campioni di reperti biologici del vecchio caso per contaminare il cadavere e sviare così i sospetti.
- Ascolti tv Italia: 2.103.000 telespettatori [3]

## Il cimitero
- Titolo originale: The Boneyard
- Diretto da: Terrence O'Hara
- Scritto da: John C. Kelley

### Trama
La squadra indaga sulla morte di un agente dell'FBI in incognito, trovato morto all'interno di uno spazio utilizzato dalla marina come bersaglio per le esercitazioni di bombardamento. Mentre perlustrano la zona, gli uomini dell'NCIS trovano i resti di altri cadaveri. Fornell rivela a Gibbs che la vittima era un agente infiltrato nel clan mafioso dei Napolitano e che molto probabilmente è stato tradito da una talpa all'interno dei federali. Questi ultimi sospettano di Fornell (che i Napolitano stanno cercando di incastrare) e lo arrestano. Gibbs si offre di aiutarlo ad individuare la talpa: arresta il figlio del boss Napolitano e simula il suicidio in carcere di Fornell, quindi organizza un incontro con il boss promettendogli il rilascio del figlio in cambio del nome della talpa. Gibbs si presenta insieme all'agente FBI responsabile dell'indagine contro i Napolitano: l'incontro è una trappola, ma Gibbs l'aveva previsto e mette al collo del figlio del boss un giro di miccia detonante, che è pronto a innescare. Messo alle strette, il boss rivela il nome della talpa, la quale è proprio l'agente dell'FBI che sta accompagnando Gibbs, e che viene immediatamente ucciso da un cecchino appostato nei dintorni.
- Ascolti tv Italia: 2.486.000 telespettatori [3]

## Congedo definitivo
- Titolo originale: Terminal Leave
- Diretto da: Jeff Woolnough
- Scritto da: Roger Director

### Trama
Una veterana della guerra in Iraq, il capitano Michaela Shields, sfugge ad un attentato che si presume organizzato da un gruppo di terroristi. L'FBI indaga sui terroristi mentre l'NCIS è incaricato di proteggerla, dunque la squadra di Gibbs organizza un servizio di sorveglianza della loro casa. La donna sfugge a un secondo attentato esplosivo, molto più rudimentale, e la cellula terroristica viene neutralizzata dai federali. La squadra di Gibbs scopre però che il secondo attentato era stato organizzato da una vicina, amante segreta del marito che era stata lasciata da quest'ultimo, la quale viene uccisa dal capitano quando entra armata nella loro casa dopo la dipartita degli agenti, cercando di completare il suo piano delittuoso.
- Ascolti tv Italia: 2.405.000 telespettatori [3]

## Autoaccusa
- Titolo originale: Call of Silence
- Diretto da: Thomas J. Wright
- Scritto da: Roger Director

### Trama
Ernie Yost, un ottantenne veterano dei marine, si presenta all'NCIS e confessa di aver ucciso il suo migliore amico 60 anni prima, durante la guerra. Yost è reduce della battaglia di Iwo Jima, dove ha ottenuto la medaglia d'onore per aver affrontato e sconfitto da solo un intero plotone giapponese, proteggendo le posizioni americane da una sortita. I ricordi del reduce sono confusi per via del trauma da stress e questi è inoltre provato dalla recente perdita della moglie, per cui Gibbs non dà peso alla sua autoaccusa. Yost aveva però inviato una confessione scritta al segretario della marina, per cui il tenente Coleman, del JAG, insiste perché venga condotta un'indagine e il reduce venga messo sotto processo. Il commilitone morto viene riesumato e si scopre che il calcio della pistola d'ordinanza di Yost è compatibile con un trauma presente nel suo cranio. Gibbs allora interroga Yost alla presenza di Coleman, rievocando l'atmosfera di Iwo Jima per favorire i ricordi dell'uomo, anche grazie all'aiuto di un reduce dell'esercito imperiale giapponese. Si scopre che Yost, al momento della morte del commilitone, si stava nascondendo con i suoi uomini dai giapponesi e aveva colpito il suo commilitone, gravemente ferito da una mina e incapace di contenere le urla, per farlo tacere ed evitare che la squadra venisse individuata dagli incursori giapponesi. Commossa alle lacrime, il tenente Coleman ritira le accuse.
- Guest star: Charles Durning (Ernie Yost)
- Ascolti tv Italia: 1.797.000 telespettatori [4]

## Cuori spezzati
- Titolo originale: Heart Break
- Diretto da: Dennis Smith
- Scritto da: George Schenck e Frank Cardea

### Trama
Il comandante Dornan, appena operato per la riparazione della valvola aortica, è vittima di un incendio nel suo letto d'ospedale. La causa sembra essere un'esplosione provocata da un accumulo di ossigeno nell'addome di Dornan. La squadra di Gibbs indaga sui suoi nemici, mentre il dottor Mallard invita a cena la dottoressa che aveva effettuato l'intervento chirurgico. Il dottore e Abby scoprono però che i dati clinici della vittima negli ultimi minuti di vita sono stati falsificati e si rendono conto che il comandante, al momento dell'esplosione, era già morto per i postumi dell'operazione. La dottoressa avrebbe dovuto sostituire la valvola, ma aveva ceduto all'insistenza del comandante, che voleva la riparazione perché quest'ultima non lo obbligava a ritirarsi dal servizio attivo; per evitare la responsabilità della morte del paziente, che le avrebbe stroncato la carriera, lei ha organizzato l'esplosione del cadavere nel tentativo di mascherare le vere cause della morte e sviare i sospetti.
- Ascolti tv Italia: 2.379.000 telespettatori [5]

## Intrusione
- Titolo originale: Forced Entry
- Diretto da: Dennis Smith
- Scritto da: Jesse Stern e John C. Kelley

### Trama
Nella base dei marine di Quantico la signora Rowans, moglie di un militare, spara a un uomo che si è introdotto in casa sua e ha tentato di violentarla. L'uomo, ferito gravemente ma sopravvissuto, afferma che è stata lei ad invitarlo e dalle tracce informatiche sembrerebbe vero che la donna avesse contattato l'uomo su un sito erotico. Si scopre però che quest'ultimo aveva organizzato tutto e seminato le false tracce sul computer della vittima e viene arrestato dalla squadra di Gibbs.
- Ascolti tv Italia: 2.274.000 telespettatori [6]

## I fuggitivi
- Titolo originale: Chained
- Diretto da: Thomas J. Wright
- Scritto da: Frank Military

### Trama
Tony finge di essere un pregiudicato e inscena un'evasione per conquistare la fiducia di Jeffrey White, un criminale accusato di furto e ricettazione di reperti archeologici, trafugati in Iraq da lui insieme ad un complice nei giorni successivi alla caduta del regime di Saddam Hussein. Gibbs e Kate seguono il loro uomo mediante un collegamento GPS che però smette di funzionare. DiNozzo si trova così da solo in balia di un uomo che ha già commesso degli omicidi e non ha esitato a far fuori il suo complice per intascare tutto il ricavato della vendita dei manufatti. Nel frattempo, a causa delle complicazioni del caso, la Vicesegretario di Stato vuole parlare con Gibbs, ma quest'ultimo non vuole essere disturbato mentre cerca DiNozzo e affida il compito a McGee. La donna chiama ripetutamente l'NCIS e McGee, molto nervoso, non riesce ad essere molto convincente, subendo le continue provocazioni e minacce del Vicesegretario. Alla fine, dopo averne parlato con Gibbs, dice alla donna di smettere di interrompere il suo lavoro e di impiccarsi, lasciando basita la Vicesegretario, ma conquistando il rispetto dei suoi collaboratori, che non riuscivano a loro volta a sopportarla.
- Ascolti tv Italia: 2.788.000 telespettatori [6]

## La pecora nera
- Titolo originale: Black Water
- Diretto da: Terrence O'Hara
- Scritto da: Juan Carlos Coto e John C. Kelley

### Trama
In un lago viene trovata da un investigatore privato la carcassa di un'auto contenente i resti di un ufficiale di Marina che era sparito da due anni. Il ritrovamento di un proiettile calibro 45 esclude l'ipotesi dell'incidente.
- Ascolti tv Italia: 2.028.000 telespettatori [7]

## Due gocce d'acqua
- Titolo originale: Doppelgänger
- Diretto da: Terrence O'Hara
- Scritto da: Jack Bernstein

### Trama
L'operatore di una compagnia telefonica denuncia l'omicidio di un marinaio, il sottufficiale Lambert, avvenuto mentre quest'ultimo stava ricevendo una proposta commerciale. L'NCIS indaga per scoprire la verità: senza ombra di dubbio l'uomo ha simulato la sua morte. Gibbs scopre che Lambert aveva organizzato un fruttuoso traffico di medicinali a base di oppiacei attraverso il lavoro che svolgeva per conto della Marina. Grazie ad un codice inserito nel programma era riuscito ad entrare in possesso di farmaci per oltre un milione di dollari. Alle indagini collabora la squadra di Polizia diretta dal Detective Cheney, che stranamente sembra avere molti punti di contatto con quella comandata da Gibbs. In questo episodio Gibbs racconta la strage di Capaci dove morirono Giovanni Falcone, sua moglie e gli agenti della scorta.
- Ascolti tv Italia: 2.063.000 telespettatori [7]

## Un brutto guaio
- Titolo originale: The Meat Puzzle
- Diretto da: Thomas J. Wright
- Scritto da: Frank Military

### Trama
La squadra NCIS svolge un'indagine su un puzzle fatto di resti di cadaveri. Ducky scopre che i tre resti ritrovati appartenevano a uno sceriffo e ad un PM che dieci anni prima avevano lavorato con lui per accusare un violentatore. Gibbs teme che Ducky possa essere la prossima vittima.
- Guest star: Nina Foch (Victoria Mallard)
- Ascolti tv Italia: 3.470.000 telespettatori [8]

## Testimone
- Titolo originale: Witness
- Diretto da: James Whitmore Jr.
- Scritto da: George Schenck e Frank Cardea

### Trama
Erin Kendall, impiegata del Ministero della Difesa, afferma di aver visto compiersi un omicidio di un militare della Marina nell'appartamento di fronte al suo. Il caso viene affidato a Tim che pensa di potersela cavare da solo. L'indagine si concentra sulla scomparsa di un marinaio e sul proprietario dell'appartamento nel quale è avvenuto l'omicidio, un uomo che sembra non esistere. McGee stabilisce un profondo legame con Erin, suscitando la gelosia di Abby. Quando viene rinvenuto il cadavere del marinaio, Kate e Tony appurano che si tratta della stessa persona che, con un nome falso, ha affittato l'appartamento. Da tempo, oltre al suo lavoro nella Marina, l'uomo arrotondava facendo il sicario. L'assassino agisce di nuovo e uccide Erin davanti agli occhi di Tim, eliminando così l'unica testimone.
- Ascolti tv Italia: 3.802.000 telespettatori [8]

## Primo piano
- Titolo originale: Caught on Tape
- Diretto da: Jeff Woolnough
- Scritto da: Chris Crowe, Gil Grant e John C. Kelley

### Trama
Un Marine precipita da una rupe e la sua fotocamera registra la caduta. I primi sospettati sono la moglie e il suo migliore amico con i quali era in campeggio. Gibbs scopre che erano amanti e cerca di metterli a confronto, uno contro l'altra. Nel frattempo, Abby riesce a recuperare il filmato dalla videocamera che si era danneggiato nella caduta e scopre che un precedente sospettato, ormai rilasciato, era nelle vicinanze al momento della morte.
- Ascolti tv Italia: 2.590.000 telespettatori [9]

## Tutto per il successo
- Titolo originale: Pop Life
- Diretto da: Thomas J. Wright
- Scritto da: Frank Military

### Trama
Un barista di un club frequentato da Marines si sveglia a letto con una donna morta, un sottufficiale. Interrogato, sostiene che, nonostante fosse ubriaco, non fosse la donna che passò la notte con lui. I test di laboratorio confermano le sue dichiarazioni. La squadra si concentra sulla sorella della vittima e su un uomo d'affari corrotto, proprietario di un analogo locale di intrattenimento notturno.
- Special guest star: Mýa.
- Ascolti tv Italia: 3.271.000 telespettatori [9]

## Occhi azzurri
- Titolo originale: An Eye for an Eye
- Diretto da: Dennis Smith
- Scritto da: Steven Kane

### Trama
Un sottufficiale che lavora per l'Intelligence riceve un paio di occhi blu cobalto per posta. Durante l'inchiesta il Marine si suicida, ma Abby, analizzando il suo computer, riesce a scoprire che gli occhi sono di una ragazza sudamericana che compare in una foto con un docente di un corso che frequentava il marinaio morto. Per scoprire la verità Kate e Tony partono in missione per la Tripla Frontiera, "una zona di confine senza Dio e senza padrone", destinazione Paraguay.
- Ascolti tv Italia: 1.970.000 telespettatori [11]

## Bikini
- Titolo originale: Bikini Wax
- Diretto da: Stephen Cragg
- Scritto da: David J. North

### Trama
In occasione di un concorso di bellezza a Virginia Beach una concorrente, sottufficiale di marina, viene trovata morta annegata in un bagno pubblico. Quando si scopre che la vittima ha posato parzialmente nuda per una rivista e che era incinta al momento della sua morte, la squadra si mette sulle tracce del fotografo privato che aveva scattato il servizio. Si scopre che questi è il fidanzato della sua migliore amica e che l'aveva messa incinta, ma non era responsabile della sua morte. Il delitto era stato commesso proprio dalla sua migliore amica dopo la scoperta del tradimento. Al termine dell'indagine Tony, durante un raduno di primavera a Panama City, scopre un segreto piccante sul passato di Kate.
- Ascolti tv Italia: 2.501.000 telespettatori [11]

## La teoria della cospirazione
- Titolo originale: Conspiracy Theory
- Diretto da: Jeff Woolnough
- Scritto da: Frank Military

### Trama
La squadra indaga su un caso di suicidio, ritenendo che un esaurimento nervoso fosse la causa della morte. Durante l'autopsia, Ducky si accorge che in realtà si tratta di omicidio. Alle indagini collabora l'Agente Speciale dell'FBI Fornell. Gibbs e i suoi ragazzi scoprono che la donna morta è coinvolta in un triangolo amoroso e che questo può aver contribuito alla sua morte.
- Ascolti tv Italia: 2.126.000 telespettatori [12]

## Fratellanze
- Titolo originale: Red Cell
- Diretto da: Dennis Smith
- Scritto da: Christopher Silber

### Trama
Un aspirante marine viene trovato morto nel campus del college, con il collo spezzato tramite una torsione. I sospetti cadono immediatamente su un compagno di corso con il quale ci fu un diverbio nei giorni precedenti, tuttavia le indagini devono ripartire da zero quando il principale sospettato viene trovato assassinato alla stessa maniera. Indagando su una fraternità studentesca segreta chiamata "Cellula Rossa", di cui si è scoperto che i due morti facevano parte, la squadra ferma una giovane ragazza recluta, dalla quale Tony e Kate scoprono che i due ragazzi morti avevano cercato di difenderla dal sergente incaricato del loro addestramento, che abusava di lei. Nel frattempo Gibbs ha già intuito il responsabile e affronta il sergente, il quale reagisce e cerca di ucciderlo, ma viene sopraffatto nel corpo a corpo dall'agente dell'NCIS.
- Ascolti tv Italia: 2.712.000 telespettatori [13]

## Stella d'argento
- Titolo originale: Hometown Hero
- Diretto da: James Whitmore Jr.
- Scritto da: George Schenck e Frank Cardea

### Trama
All'interno di un magazzino in affitto vengono trovati i resti dello scheletro di una ragazza scomparsa. L'affittuario è un ufficiale caduto in Iraq, a suo tempo sospettato del delitto, al quale è stata proposta l'onorificenza della Stella d'Argento post-mortem per gli atti eroici compiuti sul terreno di battaglia. È molto importante che l'NCIS scopra se fu lui ad assassinare la ragazza, entro 24 ore. Tony ha l'amara sorpresa di scoprire che la sua auto, una Corvette ZR1 del 1990, è stata rubata.
- Ascolti tv Italia: 3.687.000 telespettatori [13]

## Polvere di miele
- Titolo originale: SWAK
- Diretto da: Dennis Smith
- Scritto da: Donald P. Bellisario

### Trama
Quando Tony apre una misteriosa lettera esce un piccolo soffio di polvere bianca: potrebbe trattarsi di batteri mortali. Vengono avviate subito le procedure per gli attacchi terroristici: Kate e Tony, i più esposti e potenzialmente in pericolo, vengono messi in una camera di isolamento. Nel frattempo McGee e Gibbs cercano di scoprire chi ha spedito la busta e come curare i loro colleghi prima che sia troppo tardi. La salute di Tony peggiora.
- Ascolti tv Italia: 3.127.000 telespettatori [14]

## Crepuscolo
- Titolo originale: Twilight
- Diretto da: Thomas J. Wright
- Scritto da: John C. Kelley

### Trama
Due Marines in licenza vengono uccisi mentre stanno viaggiando sulla loro automobile, la squadra interviene per i primi rilievi sulla scena del crimine. Tony si accorge che sotto l'autovettura che stanno analizzando c'è una bomba e riesce a salvare i propri colleghi dall'esplosione. L'FBI avvisa l'NCIS che Ari Haswari è tornato negli Stati Uniti e che potrebbe cercare di uccidere Gibbs, spinto dal desiderio di vendetta personale. Nel corso di una sparatoria con una cellula di al-Qāʿida, Kate viene colpita da una pallottola nel torace nel tentativo di salvare la vita a Gibbs. Per fortuna indossa un giubbotto antiproiettile, ma mentre cerca di riprendersi dalla botta, senza preavviso, Ari Haswari spara un proiettile alla testa di Kate uccidendola all'istante. Il colpo viene sparato da un Bravo 51 con le stesse munizioni che usava Gibbs nelle missioni per il Corpo dei Marines. Gibbs e Dinozzo restano sconvolti e cercano di prendere l'assassino. Gibbs sussurra "Ari".
- Ascolti tv Italia: 3.756.000 telespettatori [14]